# Tosarhombus
Tosarhombus es un género de peces de la familia Bothidae en el orden de los Pleuronectiformes, nativa del Índico y del Pacífico.

## Especies
Se reconocen las siguientes especies:
- Tosarhombus brevis (Amaoka, Mihara & Rivaton, 1997)
- Tosarhombus longimanus (Amaoka, Mihara & Rivaton, 1997)
- Tosarhombus neocaledonicus (Amaoka & Rivaton, 1991)
- Tosarhombus nielseni (Amaoka & Rivaton, 1991)
- Tosarhombus octoculatus (Amaoka, 1969)
- Tosarhombus smithi (J. G. Nielsen, 1964)